# Arawakia inopinata
Arawakia inopinata is een keversoort uit de familie boktorren (Cerambycidae). De wetenschappelijke naam van de soort is voor het eerst geldig gepubliceerd in 1981 door Villiers.